# Dudumitsa Dorsa
I Dudumitsa Dorsa sono una struttura geologica della superficie di Venere.